# Ануннаки
Анунна́ки, или ану́н(н)а (шум. ᵈa-nuna; ᵈa-nuna-ke₄-ne; ᵈa-nun-na: предположительно — «семя князя») — одна из двух (наряду с Игигами) групп родственных божеств в шумеро-аккадской мифологии. Младшие боги, населяющие землю, подземный мир, а также небеса; в отдельных текстах — хтонические божества, судьи царства мёртвых. 
Как правило, упоминаются обобщённо, без приведения конкретных имён. В некоторых случаях синонимичны Игигам.

## Игиги и ануннаки

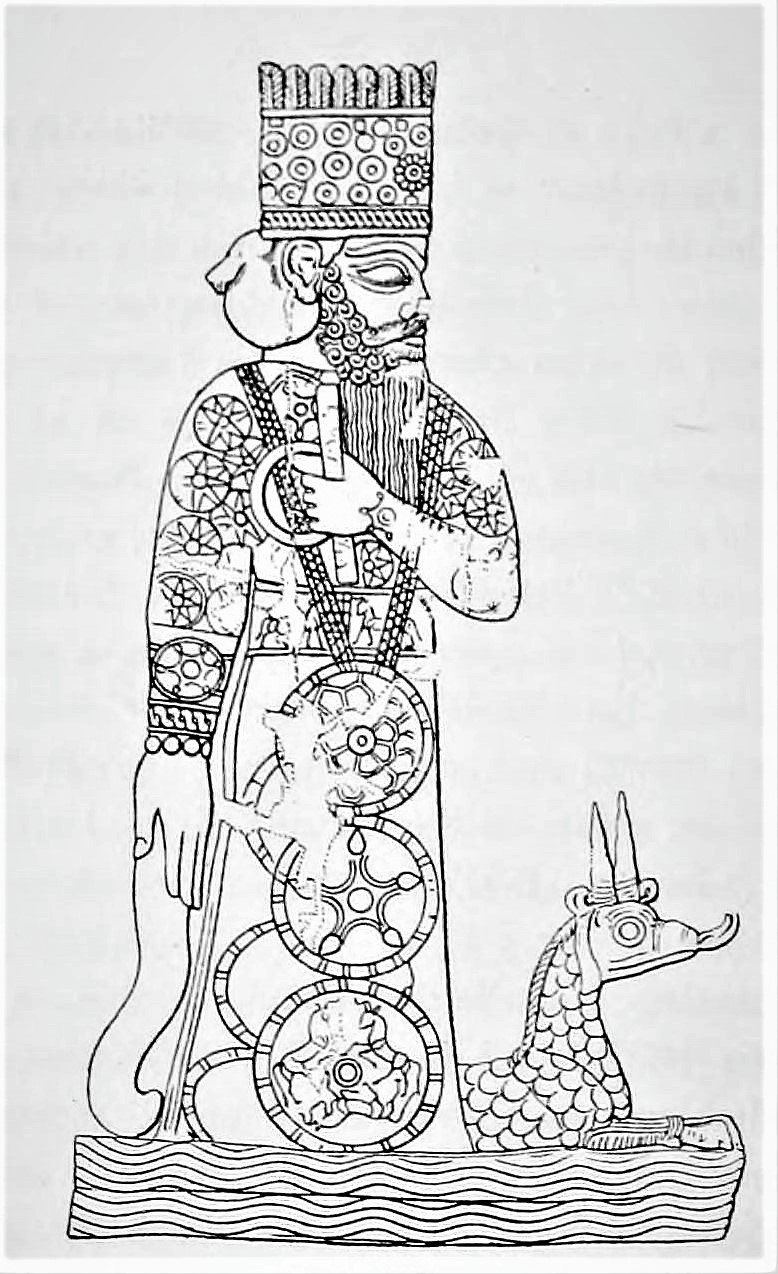
Статуя Мардука, изображена на цилиндрической печати вавилонского царя IX в. до н. э.

В позднем шумеро-аккадском пантеоне боги делились на две родовые группы, или фратрии — игигов и ануннаков. К игигам обычно относились главные боги, в том числе Ану, Энлиль, Мардук, Нергал; местом их обитания чаще всего были небеса. Ануннаки часто представляли младших богов и обитавшие преимущественно в подземном мире и на земле, но иногда также и на небесах. 
Разделение на игигов и ануннаков появилось в аккадское время. К младшим богам-ануннакам, по всей видимости, были отнесены боги локальных пантеонов. Это разделение не было чётким и в широком смысле обозначения обеих групп — игигов и ануннаков — могли быть синонимичны. 
Общее число ануннаков в источниках варьируется от 7 до 600, чаще всего упоминается 50 богов.

## Упоминание в источниках
Регулярное упоминание ануннаков появляется в литературных текстах эпохи Шумеро-Аккадского царства, когда началась унификация шумеро-аккадского пантеона.

### Обобщённое название младших богов
Под ануннаками могли пониматься младшие боги вообще. В эпоху III династии Ура ануннаки описывались как дети отца богов Ана, «приказавшего им родиться» на небе и на земле. В частности, в шумерском мифе «Лахар и Ашнан» упомянуто создание Аном этих божеств «в небесных и земных горах» и их изначальное существование. Согласно мифу, мир тогда ещё не был обустроен и ануннаки вынуждены были питаться травой, пить воду и заниматься тяжким трудом. Для облегчения жизни богов были созданы Лахар (божество-покровитель крупного рогатого скота) и Ашнан (божество земледелия), а также люди. В тексте «Энки и Нинмах» говорится о рождении ануннаков и их роли в обустройстве мира. В вавилонском космогоническом мифе «Энума элиш» (предположительно созданном в эпоху II династии Исина, XII век до н. э.) говорится о разделении Мардуком шестисот ануннаков, половина из которых должна была жить на земле, а вторая половина — на небе. В благодарность за победу над силами хаоса боги-ануннаки преподносят в дар Мардуку основанный ими Вавилон с великолепным святилищем Эсагилой и зиккуратом Этеменанки.
Упоминание ануннаков также отражает литературный приём: противопоставление божеств их могучему герою. Например, для подчеркивания могущества великого божества часто описывалась реакция ануннаков на его действия: дрожат от взгляда и слова Ана; забиваются в щели, как мыши; дрожат при имени Энлиля и Нинлиль.

### Хтонические боги и определители судеб
Особую категорию младших богов-ануннаков составляли хтонические боги, в том числе судьи подземного мира. Таковыми они предстают, в частности, в мифе Нисхождение Инанны в нижний мир». В шумерском тексте «Энки и мировой порядок» (сохранившемся в старовавилонских списках) говорится о воздаянии ануннаками почестей богу подземных вод Энки и определении ими судеб людей. В относительно позднем «Мифе об Эрре» (записанном в VIII веке до н. э.) ануннаки — боги царства мёртвых, братья владыки преисподней Нергала, враждебно настроенные к людям.

### Великие боги
Иногда ануннаками называли не младших, а наоборот великих богов; в этом смысле ануннаки были синонимичны игигам. В частности, в аккадском «Сказании об Атрахасисе» (наиболее ранняя версия датирована старовавилонским периодом) к «семерым ануннакам» отнесены великие божества, которым прислуживают младшие боги — игиги; там также описывается изначальный быт богов до обустройства мира и создания людей. В литературных текстах, в тех случаях, когда к ануннакам относился кто-либо из главных богов, его имя часто снабжалось эпитетом «первый среди ануннаков», «благороднейший среди ануннаков» или «герой ануннаков».

### Локальные боги
Некоторые тексты содержат отсылки к ануннакам как к локальным божествам-нумина. Например, в гимне из Дрехема (исторический Пузриш-Даган, пригород Ниппура) упомянуты «пятьдесят Анунна Эреду». В текстах также упоминаются локальные боги-ануннаки из Лагаша, Ниппура и других городов-государств.

## Задачи и культ
Как младшие боги ануннаки обычно не упоминаются по именам, а свидетельства ритуалов с их участием немногочисленны. Задачи ануннаков в целом неясны; как у судей подземного мира, их главной задачей, по-видимому, было определение судеб людей. Ануннаки также могли выступать посредниками между богами и людьми, покровителями и заступниками людей. Например, к ранним и наиболее известным примерам почитания относится обращение Гудеа в храме Энинну (посвященном Нингирсу): лагашский царь указывает на поддержку ануннаками слабых, продление ими жизни благочестивых и просит донести его молитвы до Нингирсу. Именем этой группы божеств также скреплялись клятвы.
Из текстов Гудеа известно о совершении ритуалов в честь ануннаков (без приведения их имён) в лагашском храме бога Нингирсу. Из топографических текстов известна Экагула (E-ka-gula, шум. é-ká-gul-la: «дом Великих ворот») — святилище ануннаков в Вавилоне, в квартале TE.Eki, нередко встречающаяся также в текстах культовой любовной лирики.

## Маргинальные теории
В книгах Захарии Ситчина ануннаки (часто с ошибочным написанием «аннунаки») — гуманоидная раса инопланетян с планеты Нибиру, которым приписывается создание человеческого вида на Земле.

## Комментарии
1. ↑  По-видимому — семя бога Энки[1], при этом во многих работах ануннаки описываются как потомство Ана[2]